# Sergej Anatoljevič Starostin
Sergej Anatoljevič Starostin, (rusko Серге́й Анато́льевич Ста́ростин), ruski jezikoslovec, * 24. marec 1953, Moskva, † 30. september 2005, Moskva.
Starostin je največ deloval na področju zgodovinskega in primerjalnega jezikoslovja. Najbolj je znan po svoji jezikoslovni rekonstrukciji domnevnih prajezikov, med drugim po svojem delu o sporni teoriji altajskih jezikov, reformulaciji domneve o Dené–kavkaških jezikih in predlogu za še zgodnejši borejski jezik. Bil je tudi tvorec široko sprejete rekonstrukcije stare kitajščine.

## Življenje in delo
Leta 1986 sta Starostin in Djakonov predlagala, da hurito-urartski jeziki pripadajo družini severnokavkaških jezikov. Starostin je rekostruiral prakirantski, pratibeto-burmanski, prajenisejski, prasevernokavkaški jezik in praaltajski jezik. Razvil je teorijo, ki izvira od uzbeškega zgodovinarja in kana Abulgazija Bahadurja iz 17. stoletja, dalje pa je podprta z delom Gustafa Johna Ramstedta v zgodnjem 20. stoletju, da je japonščina altajski jezik.